# Harris (entreprise)
Harris Corporation est une entreprise américaine de télécommunications, présente notamment dans le secteur de la défense.
Cette société était cotée en bourse NYSE jusqu'à la fusion intervenue en octobre 2018 avec L3 Technologies.

## Histoire

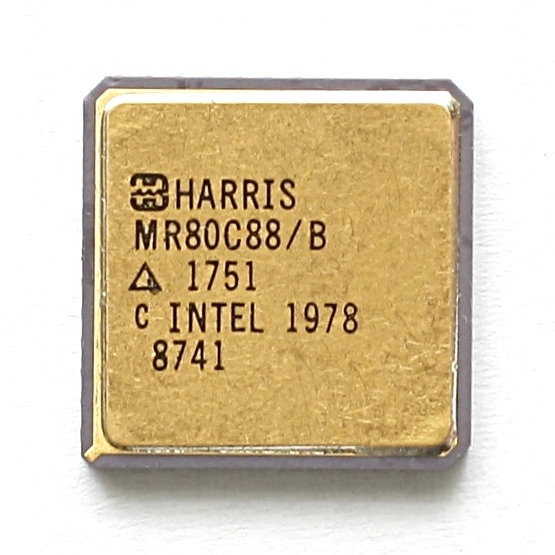
Le processeur Harris MR80C88.

En 1895, l'imprimeur Alfred S. Harris fonde sa société, Harris Automatic Press Co., spécialisée dans l'impression lithographique, à Niles (Ohio). Pendant 60 ans, cette compagnie se taille une part de marché dans la fabrication de presses lithographiques et rachète un important fabricant de linotypes, Intertype Corporation (fondée en 1914), puis en 1957 le fabricant de mécanismes et d'émetteurs Gates Radio.
En 1960, Harris fusionne avec l'électronicien Radiation, Inc. de Melbourne (Floride), fournisseur des modems pour la Course à l'espace. Le siège social de la nouvelle compagnie quitte Cleveland pour Melbourne en 1978.
En 1969, Harris Corporation absorbe RF Communications et Farinon, deux sociétés spécialisées dans la technologie des micro-ondes. Le secteur historique "imprimerie" est revendu en 1983 : rebaptisé GSS Printing Equipment, il absorbera à la fin des années 1990 Lanier Worldwide, autre filiale de Harris Corporation.
En 1979, Harris Corp. forme avec le Français Matra une coentreprise de semiconducteurs, Matra Harris Semiconductors (MHS), dont elle se retirera en 1989 : au terme de nombreux changements, MHS sera rachetée par Atmel.
En 1988, Harris Corp. rachète la division semi-conducteurs de General Electric, qui regroupait à l'époque Intersil et RCA. Après fusion avec la division Semiconducteur de Harris, elle donnera naissance en 1999 à une nouvelle société reprenant la raison sociale Intersil.
En novembre 1998, Harris doit céder sa « division semiconducteurs », qui commercialise les circuits intégrés de série HC/HCT, CD4000, AC/ACT et FCT à Texas Instruments : elle ne conserve que les circuits intégrés durcis pour les applications de défense.
Au mois de janvier 2011, Harris rouvre son usine d'avionique à Calgary (Alberta), baptisée Harris Canada Inc. afin de répondre au contrat de 273 millions de dollars (canadiens) sur six ans passé avec le gouvernement canadien de pour le poste de tir optimisé du CF-18.
Au mois de décembre 2012, Harris Corporation a cédé pour 225 000 000 $ sa division Équipements radio, Harris Broadcast, au fonds d'investissement The Gores Group. 
En février 2015, Harris acquiert Exelis pour 4,75 milliards de dollars, une entreprise américaine également spécialisé dans les télécommunications à usage militaire, qui a été créée en 2011 à la suite d'une scission de ITT.
En octobre 2018, Harris et L3 Technologies annoncent la fusion de leurs activités, pour créer un nouvel ensemble prenant le nom de L3Harris Technologies  et ayant 48 000 employés.